# Genoom

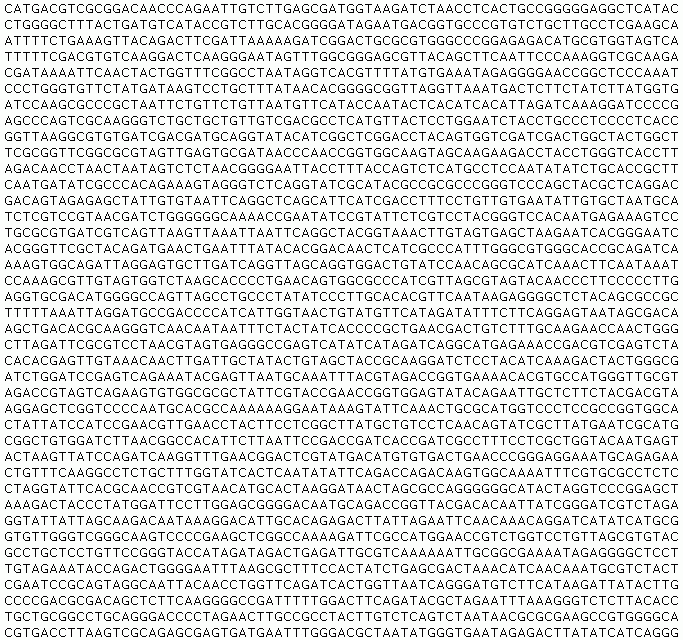
Een klein deel van het genoom van een virus. Elke letter is een nucleotide in het DNA.

Het genoom is de volledige genetische samenstelling van een organisme, levende cel of virus. Het genoom bestaat uit een zeer lange sequentie van nucleotiden; alle levende wezens hebben een genoom dat uit DNA bestaat, sommige virussen hebben een RNA-genoom. Bij eukaryoten is het grootste gedeelte van het genoom opgeslagen in de kern van de cel, bij bacteriën en archaea komt het genoom los in het cytoplasma voor. Mitochondriën en chloroplasten hebben hun eigen genetisch materiaal.
Het genoom bevat vele eiwit-coderende genen en andere overerfbare informatie, zoals regulerende sequenties, maar bij de meeste soorten bestaat het genoom grotendeels uit niet-coderend DNA zonder duidelijke functie (junk-DNA). Het deelgebied dat zich bezighoudt met de architectuur en functie van het genoom, heet genomica of genomics. Genomisch onderzoek heeft duidelijk gemaakt dat de meeste levensvormen zeer veel DNA gemeenhebben. Het genoom kan in zijn volledigheid worden vastgesteld door middel van moderne sequencing-technieken.

## Geschiedenis
Het begrip is geïntroduceerd door Hans Winkler om in een discussie over apomixis en polyploïden de alloploïde te definiëren. Winkler gebruikte daarvoor nog de term heterogenomatische polyploïde. In Winklers definitie is het genoom de haploïde chromosoomset. Het woord genoom is afgeleid van gen. De uitgang -oom is in analogie met een groep van dergelijke woorden (rizoom, bioom, coeloom), waarin de uitgang -oom zoiets betekent als het geheel van -.
Een tijdlang werd de term genoom weinig gebruikt, maar vanaf midden jaren 1960 deed hij opgang (veelal zonder expliciete definities) als:
1. de genen van een organisme
2. de definiërende set chromosomen

De relatie hiertussen is dat de monoploïde set chromosomen het kleinste aantal chromosomen is dat alle genen omvat. Let wel dat aldus een genoom niet alle genetische informatie van een organisme omvat, want door heterozygotie zijn homologe chromosomen niet identiek, ook al coderen ze voor dezelfde genen. In geval van alloploïdie zijn zelfs niet alle genomen homoloog. Met het voortschrijden van de kennis over genen gingen beide betekenissen echter steeds meer uiteenlopen.
Toen de focus van het onderzoek verschoof van chromosomen naar DNA kreeg genoom er een betekenis bij:
1. alle DNA van een organisme

en met de opkomst van de genomica verschoof dit weer naar weer een nieuwe betekenis:
1. alle genen van een organisme.

Op dit moment worden alle vier de bovenstaande betekenissen nog steeds gebruikt.

## Het cytogenetisch genoom
De oorspronkelijke definitie van genoom van Winkler is de cytogenetische definitie van het genoom.
Bij eukaryoten omvat het genoom één complete set chromosomen in de celkern. Het bevat een voor elke soort specifiek aantal chromosomen die onderling verschillen in vorm, structuur en de genen die erop liggen.
Elk type chromosoom komt in de regel één keer voor, maar door oude polyploïdisering kunnen er (restanten van) polyploïdie (verdubbelingen) zijn. Van aldus verdubbelde genen is één kopie niet nodig voor de overleving van de soort en kan door mutatie een andere functie krijgen, omdat er geen selectiemechanisme is voor het behoud van de verdubbelde kenmerken. Door dit proces van fractionatie (een onderdeel van diploïdisatie) wordt het genoom uiteindelijk weer functioneel diploïde.

## Genoomgrootte
Genoomgrootte (Engels: genome size) is de hoeveelheid erfelijk materiaal in één (monoploïde) set ongerepliceerde chromosomen. Sinds eind jaren 1960 is het mogelijk deze hoeveelheid te kwantificeren. Tot het einde van de twintigste eeuw was het echter niet eenduidig of deze hoeveelheid de holoploïde genoomgrootte betrof of de monoploïde genoomgrootte. De holoploïde genoomgrootte omvat het het hele haploïde chromosoomcomplement (met chromosoomaantal n); de monoploïde genoomgrootte het genoom in strikte zin, onafhankelijk van de ploïdie (met het chromosoomaantal gelijk aan het grondtal x).
Bij eukaryote cellen bestaat het genoom meestal uit enkele duizenden tot tienduizenden genen op de lineaire chromosomen: de mens bijvoorbeeld heeft ongeveer 21.000 genen. De grootte van het genoom wordt uitgedrukt in picogram, basenparen of (voor kleinere genomen) in het aantal atomaire massa-eenheden (eenheid: dalton). Eén kilobase DNA weegt iets meer dan een miljoenste picogram en komt overeen met 6.18×105 dalton. De omvang loopt uiteen van 4 genen in 3600 basen voor een RNA-bacteriofaag tot meer dan 20.000 genen in 2-3 miljard basenparen bij zoogdieren. Recordhouder op dit moment is de eenbes Paris japonica met 150 miljard basenparen die het record overnam van Protopterus aethiopicus met 130 miljard basenparen. Het grootste deel is niet-coderend.
Een andere maat is de C-value, de hoeveelheid DNA in een ongerepliceerde haploïde (gametische) celkern. Anders dan de genoomgrootte is de C-value van polyploïde organismen altijd groter dan die van diploïde, omdat alle haploïde genomen meegeteld worden.

## Erfelijk materiaal buiten de celkern
Naast het nucleoom (nucleair genoom) van Eukaryota is er ook het DNA in bepaalde organellen, zoals in mitochondriën (het chondroom) en plastiden (het plastoom). De chromosomen van mitochondriën en plastiden zijn vaak circulair en lijken daarin sterk op het DNA van bacteriën. 
De endosymbiontentheorie verklaart hoe in de evolutie plastiden en mitochondriën hun erfelijk materiaal hebben verkregen door endosymbiose. Door het proces van endosymbiotische genoverdracht is een deel van het genoom van de endosymbiont overgedragen naar het celplasma en van het cytoplasma weer naar de celkern van de gastheer. Sommige genen van de organellen, die geen functie meer hadden, zijn daarna weer verloren gegaan.
Het mitochondriaal genoom, chondroom of mtDNA is het DNA van de mitochondriën. Het chondroom is het in de mitochondriën voorkomende DNA. Mitochondria liggen buiten de celkern en worden ongeslachtelijk of via de eicel overgeërfd. Bij de mens wordt het gegeven van maternale (moederlijke) overerving van mtDNA gebruikt in de genografie om de verspreiding van de voorouders (of eigenlijk de voormoeders) in de prehistorie in kaart te brengen.
Het chloroplast-DNA, plastoom of cpDNA is het DNA van de plastiden (zoals de chloroplasten van planten en algen). Het cpDNA wordt ook via de vrouwelijke lijn overgeërfd.
Eukaryoten bevatten naast de exons in de genen ook een groot deel DNA dat niet coderend is; zo'n stuk werd vroeger junk-DNA genoemd, al is de naam intussen achterhaald: het gaat veelal niet om DNA zonder functie.

## Genoom van prokaryoten
Bij prokaryoten en virussen omvat het genoom al het genetisch materiaal, ook het DNA buiten de chromosomen. Het virale genoom bestaat uit een enkele streng DNA of RNA. Bij prokaryote cellen liggen de genen op een ringvormig chromosoom en is het meeste DNA wel coderend. Daarnaast hebben prokaryoten vaak plasmiden die genen kunnen bevatten voor additionele eigenschappen.